# Pardosa longivulva
Pardosa longivulva este o specie de păianjeni din genul Pardosa, familia Lycosidae, descrisă de F. O. P.-cambridge în anul 1902. Conform Catalogue of Life specia Pardosa longivulva nu are subspecii cunoscute.